# WildFly
WildFly (раніше відомий як JBoss Application Server або JBoss AS) — сервер застосунків на платформі Java EE з відкритим сирцевим кодом, розроблений компанією JBoss. Як і багато програм з відкритим кодом, розроблених комерційними організаціями, JBoss можна вільно завантажувати та використовувати, проте підтримка та консультації здійснюються за окрему платню. Достатньо якісна реалізація принципів J2EE робить JBoss конкурентом для аналогічних власницьких програмних рішень, таких як WebSphere або WebLogic. 
У квітні 2006 року американський Linux-постачальник Red Hat придбав компанію JBoss.
JBoss використовує Apache Tomcat як контейнер сервлетів. 
У випуску JBoss AS 6 підтримує Java Enterprise Edition 6; в JBoss AS 7 реалізовано підтримку додаткового профілю Java EE 6 "Web Profile", що являє собою легковагову і переносну підмножину Java EE 6, створену для розробки і поширення інтерактивних вебзастосунків. У JBoss AS 7 архітектура проекту перероблена з метою відходу від монолітної до модульної структури, що є важливим кроком у напрямку підтримки хмарних і мобільних технологій. Ключовим досягненням версії 7.1 є отримання сертифікату повної сумісності з Java EE 6.0 "Full Profile" на додаток до раніше досягнутої відповідності профілю Java EE 6 "Web Profile".
У лютому 2014 Red Hat випустив сервер під новою назвою WildFly на зміну вільному продукту JBoss Application Server. Продукт був перейменований щоб уникнути плутанини і перетину з комерційним продуктом JBoss Enterprise Application Platform і співтовариством JBoss Community, яке не обмежується розробкою сервера застосунків. Реалізація сертифікована на відповідність Full- і Web-профілів Java EE 7. Код WildFly поширюється під ліцензією LGPL.
На відміну від комерційного продукту JBoss Enterprise Application Platform, який позиціонується як повністю протестована і сертифікована платформа Java EE, WildFly націлений в першу чергу на просування нових технологій. WildFly виступає в ролі upstream-проекту для комерційного продукту JBoss Enterprise. Як основна галузь використання WildFly розглядається розробка та швидке впровадження прототипів.

## Виноски
1. ↑  Linux-компания Red Hat купила JBoss. Архів оригіналу за 11 жовтня 2008. Процитовано 13 липня 2011.
2. ↑  Релиз сервера приложений JBoss AS 7. Архів оригіналу за 16 травня 2012. Процитовано 13 липня 2011.
3. ↑  WildFly 8 Final is released!. Архів оригіналу за 21 лютого 2014. Процитовано 10 квітня 2016. [Архівовано 2014-02-21 у Wayback Machine.]